# James Herriot
James Herriot, pseudonimo di James Alfred Wight (Roker, 3 ottobre 1916 – Thirsk, 23 febbraio 1995), è stato uno scrittore e veterinario britannico.

## Biografia

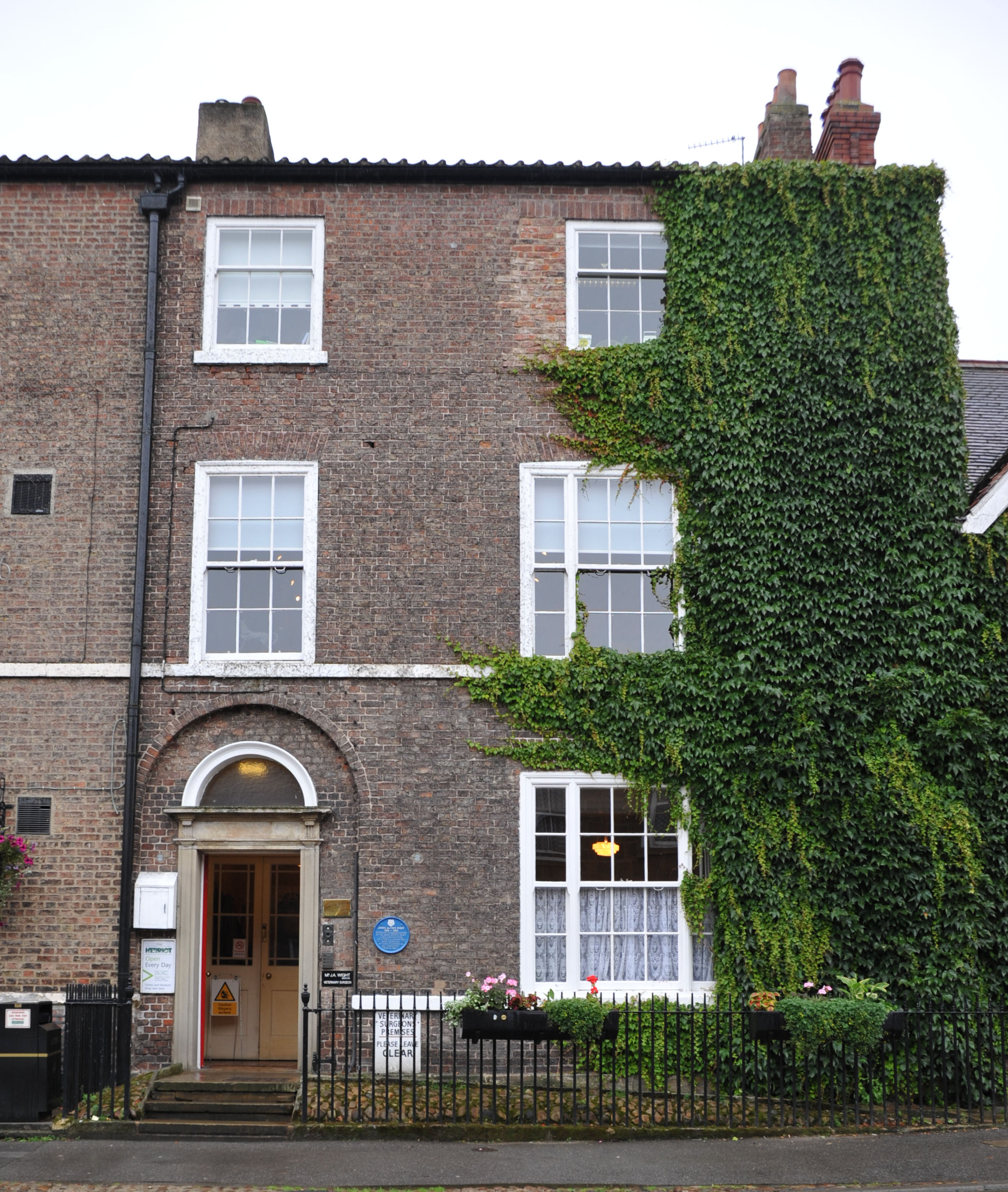
Il James Herriot Museum a Thirsk

Wight nacque nei pressi di Sunderland, ma durante il primo mese di vita si trasferì con la sua famiglia a Glasgow, dove rimase fino alla laurea in veterinaria, conseguita a 23 anni presso il Glasgow Veterinary College.
Nel 1937 andò ad abitare nello Yorkshire, più precisamente nella cittadina di Thirsk (la Darrowby dei romanzi), per svolgere la professione di veterinario dapprima come dipendente e poi come socio di Donald Sinclair (il Sigfried Farnon dei romanzi).
Il 5 novembre 1941 si sposò con Joan Catherine Anderson Danbury (la Helen Alderson dei romanzi), figlia di un benestante proprietario terriero. Ebbe due figli: James Alexander (nato nel 1943) e Rosemary (nata nel 1947).
Dal 1941 al 1943 Wight fu nella RAF. In seguito a un'operazione fu ritenuto non più idoneo come pilota e dopo un breve periodo di servizio a terra venne rimandato a casa.
Wight intendeva da anni scrivere un libro, ma con la maggior parte del suo tempo impegnato dalla medicina veterinaria e dalla famiglia, la sua ambizione di scrittura rimase ferma. Spronato da sua moglie, nel 1966, all'età di 50 anni, iniziò a scrivere. Dopo vari racconti respinti, su vari argomenti come il calcio, si rivolse a quello che conosceva meglio. Nel 1969 scrive If Only They Could Talk (Se solo potessero parlare), la prima storia della ormai famosa serie basata sulla sua vita professionale e di veterano nella Royal Air Force durante la seconda guerra mondiale.
Nel 1970 raggiunse un immediato successo con la pubblicazione di Creature grandi e piccole che narra delle sue esperienze lavorative frammiste alla sua vita privata. Dai suoi romanzi biografici vennero tratti due film con Anthony Hopkins il primo del 1975 Creature grandi e piccole (All Creatures Great and Small) e il secondo del 1976, non trasmesso in Italia, dal titolo It Shouldn't Happen to a Vet. Inoltre fu prodotta per la BBC la serie televisiva Creature grandi e piccole (All Creatures Great and Small), per un totale di 90 episodi trasmessi dal 1978 al 1990.
Nel 1995 morí, dopo tre anni di malattia, presso la sua abitazione nello Yorkshire.

## Riconoscimenti
- Nel 1975 ricevette un "Award of Appreciation" dalla American Veterinary Medical Association
- Nel 1979 l'Ordine dell'Impero Britannico
- Nel 1979 una laurea honoris causa dalla Heriot-Watt University di Edimburgo
- Nel 1982 divenne membro del Royal College of Veterinary Surgeons
- Nel 1983 ricevette una laurea honoris causa dalla Università di Liverpool
- Gli è stato dedicato un asteroide, 4124 Herriot.

## Opere
Wight racconta nei suoi libri fatti e misfatti occorsi nello svolgimento della sua professione, soffermandosi sulla bellezza dei luoghi e tratteggiando con fine umorismo il carattere un po' scontroso dei locali.
- Creature grandi e piccole, 1974 (traduzione di All Creatures Great and Small del 1972 che accorpa If Only They Could Talk del 1970 e It Shouldn't Happen to a Vet del 1972)
- Beato fra le bestie, 1977 (traduzione di All Things Bright and Beautiful del 1974 che accorpa Let Sleeping Vets Lie del 1973 e Vet in Harness del 1974)
- Cose sagge e meravigliose, 1978 (traduzione di All Things Wise and Wonderful del 1977 che accorpa Vets Might Fly del 1976 e Vet in a Spin del 1977)
- E il Signore le creò, 1982 (orig.: The Lord God Made Them All, 1981)
- Il meglio di James Herriot, 1984 (orig.: The best of James Herriot, 1983), una raccolta selezionata da Herriot con in più del materiale inedito
- Il gattino Mosè, 1985 (orig.: Moses the kitten, 1984), con illustrazioni di Peter Barrett
- Storia di Gyp, 1986 (orig.: Only one woof, 1985), con illustrazioni di Peter Barrett
- Il dono di Natale, 1987 (orig.: The Christmas Day kitten, 1986), con illustrazioni di Ruth Brown
- Il trionfo di Bonny, 1988 (orig.: Bonny's big day, 1987), con illustrazioni di Ruth Brown
- Bocciolo torna a casa, 1989 (orig.: Blossom comes home, 1988), con illustrazioni di Ruth Brown
- Il bastardino del mercato, 1990 (orig.: The Market Square Dog, 1989), con illustrazioni di Ruth Brown
- Oscar gatto di mondo, 1991 (orig.: Oscar cat-about-town, 1990), con illustrazioni di Ruth Brown
- Per amore di tutte le creature, 1993 (orig.: Every Living Thing, 1992)
- Storie di gatti, 1994 (orig.: Cat stories, 1994), con illustrazioni di Lesley Holmes
- I cani più amati, le storie più belle, 1996 (orig.: Favourite dog stories, 1996), con illustrazioni di Lesley Holmes
- Racconti dello Yorkshire, 1998 (orig.: James Herriot's Yorkshire Stories 1979)